# Наголос
На́голос, або акце́нт (лат. accentus, нім. Akzent, англ. stress, грец. τόνος) — надсегментна одиниця мовлення. Наголос є властивістю складу. Його також можна визначити як якісну характеристику (коли якість голосного є засобом вираження наголошення) і, також, як кількісну характеристику (відносно збільшена тривалість наголошеного голосного).
У Міжнародному фонетичному алфавіті наголос позначається символом ⟨ˈ⟩, що ставиться перед наголошеним голосним — /ˈa, ˈe, ˈo/. В українському мовознавстві наголос позначається діакритичним знаком ⟨ ́⟩ (акут), що ставиться над наголошеною голосною літерою — А́а́, Е́е́, Є́є́, И́и́, І́і́, Ї́ї́, О́о́, У́у́, Ю́ю́, Я́я́.

## Загальні відомості
Варто пам'ятати, що про наголошені склади часто говорять як про найбільш виділені в слові. Однак радянський лінгвіст Г. В. Торсуєв уважав, що поняття «наголошений» та «виділений» не можуть уживатися як синоніми [6: 53-57]. Ефект виділення досягається за допомогою деяких фонетичних характеристик звуків. Звуки мови мають різний ступінь сонорності. Сонорність є внутрішньою характеристикою голосних, яка напряму пов'язана не з акцентною структурою слова, а з іншими артикуляційними характеристиками; і разом з ними робить свій внесок у створення ефекту виділення. Таким чином, термін «виділення в потоку мовлення» має ширше значення, ніж «наголос». Це досягається за допомогою компонентів словесного наголосу, таких як голосність, довгота, якість голосного. У дискурсі ефект виділення може підсилитися завдяки мелодії, яка своєю чергою є компонентом інтонації.
Залежно від того, який акустичний параметр визначає наголос, відповідно виділяють:
- силовий (динамічний, експіраторний) наголос
- музичний (тоновий, мелодичний) наголос
- кількісний (квантитативний) наголос

Український наголос, як і наголос фактично в усіх слов'янських і більшості індоєвропейських мов, є силовим, заснованим на силі видиху, м'язової напруги. Про це говорить і М. Наконечний у «Курсі СУЛМ. Фонетика» за ред. Білодіда (1969). При цьому зазначаючи, що український наголос, бувши у своїй основі силовим, має ознаки часокількісного й тонічного.
Однак Н. Тоцька, характеризуючи склад, говорить, що він найбільше визначається тривалістю, проте значною мірою й силою, і мелодикою. Цей факт підтверджено сучасними засобами експериментальної фонетики в праці О. С. Іщенка, який простежив превалювання за тривалістю наголошених складів над ненаголошеними в мовленні різного темпу.
Залежно від того, з якою сегментною одиницею співвідноситься наголос, його поділяють на:
- словесний (тактовий) наголос.
  - вільний (нефіксований) наголос (на будь-якому складі в межах слова)
    - рухомий наголос (залежно від того, чи зберігається наголошений склад в різних формах одного й того ж слова)
    - нерухомий наголос (залежно від того, чи зберігається наголошений склад в різних формах одного й того ж слова)

  - постійний (фіксований) наголос (на певному складі в межах слова)
- синтагматичний наголос
- фразовий наголос

В українській мові наголос вільний, рухомий. Для української мови характерним є й побічний наголос у багатоскладових словах. За словами М. Наконечного, це пов'язано з відносною слабкістю основного наголосу.
Залежно від семантики розрізняють:
- логічний наголос — особливе виділення якогось слова чи кількох слів у реченні.
- емфатичний наголос — емоційне виділення сегмента мовлення.

## Функції наголосу
- Видільна — наголос виділяє склад в межах слова, синтагми, фрази.
- Конститутивна — наголос організовує послідовність складів, об'єднуючи їх в єдине ціле й остаточно надаючи цій єдності рис слова.
- Змісто- й форморозрізнювальна — функція властива вільному наголосові й полягає в розрізненні значення слова:
за́пал-запа́л, ша́баш-шаба́ш, веро́ніка-Вероні́ка, ви́рок-виро́к, на́голос-наго́лос

## Аналогічні явища
Словесний наголос є засобом просодичної організації слова у флективних мовах, зокрема в індоєвропейських. Аналогічним засобом у таї-китайських мовах є тон, у тюркських — сингармонізм.

## Технічні особливості

### Позначення наголосу в Unicode
Стандарт Unicode містить комбінувальний символ наголосу «Combining acute accent» («  ́» U+0301, у десятковій системі кодується 769), який можна вживати з українськими літерами. Щоб поставити наголос на голосній літері, потрібно розташувати U+0301 після неї.
Щоб комбінувальні символи правильно відтворювалися, вони мають підтримуватися шрифтом, що вживається, і рушієм відтворення шрифтів. Якщо шрифт або рушій не підтримують (або неправильно підтримують) комбінувальні шрифти, відображення таких символів, як знак наголосу, буде спотворено (знак наголосу стоятиме після літери, показаний як порожній квадрат тощо).

### Уведення з клавіатури
- Розкладка клавіатури «Ukrainian Unicode» (використовується як українська розкладка за замовчуванням у більшості сучасних дистрибутивів Linux, а також може бути встановлена власноруч в Windows чи macOS) містить знак наголосу (  ́ U+0301 combining acute accent) на третьому рівні кнопки ~ (що зазвичай знаходиться зліва від 1). Перехід на третій рівень в більшості випадків виконується кнопкою правий Alt (іноді Ctrl+Alt), тому для того, щоб увести, наприклад, а́ (а під наголосом), потрібно спочатку ввести а, а потім натиснути правий Alt+~ (у деяких випадках Ctrl+Alt+~).
- В операційній системі Linux також можна використати незалежний від розкладки спосіб прямого набору коду: після літери, яка повинна мати наголос, натиснути Ctrl+⇧ Shift+U і у відповідь на підказку u набрати 0301.
- В операційній системі Microsoft Windows знак наголосу (  ́ U+0301 combining acute accent) можна ввести, набравши його Alt-код — десятковий код на цифровій клавіатурі при затисненому Alt. Тобто щоб увести, наприклад, а́ (а під наголосом), потрібно спочатку ввести а і потім натиснути Alt+7 6 9 — цифри слід набирати з цифрової клавіатури при ввімкненому en (NumLock).
- Деякі текстові редактори/процесори (наприклад, Microsoft Word) дозволяють привʼязувати до обраних користувачем символів обрані користувачем комбінації клавіш. Також користувачі, що не мають потреби вводити знак наголосу часто, можуть просто скопіювати його з таблиці символів, або з будь-якої вебсторінки, що містить його (наприклад, поле «input test» на цій сторінці [Архівовано 26 серпня 2016 у Wayback Machine.]).